# Me Love
"Me Love" (em português:  Meu Amor) é o segundo single do rapper norte-americano Sean Kingston em seu álbum de estréia homônimo. Foi produzido por J. R. Rotem. O refrão tem sample da canção "D'yer Mak'er" do álbum Houses of the Holy do grupo de hard rock Led Zeppelin.

## Desempenho nas tabelas musicais
| Tabela musical (2007)                        | Posição de pico |
| -------------------------------------------- | --------------- |
| Austrália (ARIA)                             | 11              |
| Áustria (Ö3 Austria Top 75)                  | 56              |
| Bélgica (Ultratip Bubbling Under da Valônia) | 21              |
| Canadá (Canadian Hot 100)                    | 18              |
| República Checa (Rádio Top 100)              | 16              |
| Dinamarca (Hitlisten)                        | 26              |
| Europa (Billboard European Hot 100 Singles)  | 77              |
| Alemanha (Offizielle Deutsche Charts)        | 48              |
| Hungria (Rádiós Top 40)                      | 14              |
| Irlanda (IRMA)                               | 7               |
| Nova Zelândia (Recorded Music NZ)            | 3               |
| Eslováquia (Rádio Top 100)                   | 11              |
| Suécia (Sverigetopplistan)                   | 50              |
| Suíça (Schweizer Hitparade)                  | 81              |
| Reino Unido (UK Singles Chart)               | 32              |
| Estados Unidos (Billboard Hot 100)           | 14              |
| Estados Unidos (Billboard Latin Pop Airplay) | 35              |
| Estados Unidos (Billboard Mainstream Top 40) | 11              |

## Certificações
| Região                                                                                                  | Certificação | Vendas   |
| --- | ------------ | -------- |
| Austrália (ARIA)                                                                                        | Platina      | 70,000^  |
| Canadá (Music Canada)                                                                                   | Ouro         | 20,000^  |
| Estados Unidos (RIAA)                                                                                   | Ouro         | 500,000^ |
| *números de vendas baseados somente na certificação ^números de vendas baseados somente na certificação |              |          |